# Ricardo José Vicente Monner Sans
Ricardo José Vicente Monner Sans (Barcelona, 26 de octubre de 1853-Buenos Aires, 23 de abril de 1927) fue un escritor, profesor, diplomático y periodista hispanoargentino. Es padre de José María Monner Sans y abuelo de Ricardo Monner Sans.

## Biografía
Nació en Barcelona el 26 de octubre de 1853, y sus vínculos con la cultura catalana tuvieron un carácter entrañable a lo largo de los años. Era hijo de Buenaventura Monner y Mercedes Sans. Su madre falleció cuando él tenía un año de edad. A partir de ese momento, quedó al cuidado de su tía Mercedes Monner, quien en el año 1862 se trasladó a Marsella, en Francia. Por este motivo, completó sus estudios en París.
En 1870 decidió regresar a su país natal, España. Tras sus primeros estudios y un paso fugaz por el comercio y el ejército —llegó al grado de sargento durante la tercera guerra carlista en el bando de Don Carlos—, el joven Monner Sans «se sintió atraído por el canto de sirenas que las bellas letras emitían». En 1879 el rey de España en vista de su mérito le había costeado su primera colección de poemas, titulado Fe y amor.
En 1885 contrajo enlace con Ana Fortuny Alemany. Fue cónsul general del Reino de Hawái ante España en Barcelona, y desde 1885 ministro plenipotenciario. En 1889 se embarcó rumbo a Buenos Aires, quedándose a vivir en marzo de ese mismo año en la localidad de Adrogué en la Provincia de Buenos Aires. Ya en Argentina, el 21 de agosto de 1896 nació el único hijo de Ricardo y de Ana, llamado José María Monner Sans. Se nacionalizó argentino en 1902.
Dirigió el Instituto Americano de Adrogué, formó parte del claustro de profesores del Colegio Lacordaire, y fue docente en colegios de alumnado femenino. A partir de 1903, en forma casi ininterrumpida hasta su jubilación ocurrida en 1921, ejerció las cátedras de castellano y literatura en el Colegio Nacional de Buenos Aires. Fue docente en las Escuelas Normales de Maestras n.º 6 y n.º 10, entre 1916 y 1923.
Se desempeñó como periodista en el diario La Nación y en la revista Caras y Caretas. Al mismo tiempo fue convocado para la Revista de Derecho, Historia y Letras donde se proponía reforzar la lengua española. Colaboró también en el diario matutino La Prensa. Además, en la provincia de Córdoba contribuyó con los periódicos La Libertad, El Porvenir y Aurora y en el diario La Capital de la ciudad de Rosario, Santa Fe.
Escribió una obra teatral llamada Dos madres en homenaje a su madre Mercedes Sans y a su tía Mercedes Monner.
Ricardo Monners Sans solicitó al Congreso Nacional que se quitaran algunos de los párrafos del Himno Nacional Argentino creado por Vicente López y Planes con el objetivo de eliminar frases ofensivas para su país de origen y de esta manera, difundir la cultura española.
Su hijo José María Monner Sans, quien también se dedicaría a las letras y a la docencia, las dos figuras emblemáticas de una época del Colegio Nacional de Buenos Aires. «El padre, don Ricardo, [...] era, según testimonio unánime, un ser humano gentil, amable y de una inagotable bondad en su trato con alumnos y colegas. Pero en cuanto a su dedicación a la enseñanza del castellano o español, y a su literatura, ambos estaban atravesados por idéntico fuego sagrado. Su enseñanza era eje de una parte esencial de unas vidas fecundas e intensamente volcadas a la entrega».
En una conferencia pronunciada en 1917 declara:

Pronto se cumplirán seis lustros que aporté a estas playas por Solís descubiertas, y, como se colegirá, al momento advertí las incorrecciones de lenguaje, así en lo que se hablaba como en lo que se escribía. Al escuchar tanto aporreo al heredado idioma, júreme a mí mismo apercibirme a la defensa, rezando cada noche una jaculatoria al dios protector del idioma cervantino, para que me librara del contagio, lo que bien vale decir, que resolví leer y releer con deleitosa atención nuestros clásicos, a fin de que poco a poco fueran penetrando en mi cerebro las impecables formas de nuestros más puros hablistas.

Falleció el 23 de abril de 1927 en Buenos Aires. Un libro en su homenaje fue publicado en 1929.

## Distinciones
Recibió distinciones por su labor académica.
- La Real Academia Española hizo constar el nombre del señor Monners Sans en la 13.ª edición de su diccionario.
- La Real Academia de la Historia lo eligió miembro correspondiente, y el Gobierno español le concedió la Medalla de Oro de los Sitios de Zaragoza en premio de sus trabajos literarios (1908).[9]
- La Escuela n.º 13 del distrito escolar n.º 10 del Ministerio de Educación en la Ciudad de Buenos Aires lleva su nombre «Ricardo Monner Sans». Todos los 26 de octubre se festeja el patrono en su honor y nombre.

## Publicaciones
Fue autor de los siguientes libros y artículos, entre otros:
1879
- Fe y Amor, colección de poesías.

1883
- Cuatro palabras sobre la cuestión naviera.
- Las Justicias del Rey Santo, tradición Toledana (versos, poemas).

1884
- Liberia, apuntes históricos, geográficos y estadísticos.

1886
- Vehils, G. La República de Orange, apuntes geográficos, históricos y estadísticos.

1887
- Importancia y necesidad del estudio de la geografía, discurso leído ante la Sociedad Barcelonesa de Amigos de la Instrucción.

1888
- La Baronesa de Wilson. Apuntes biográficos y literarios. Barcelona, Sucesores de Ramírez y Compañía.

1889
- Breves noticias sobre la novela española contemporánea (colaboración en La Nación).

1891
- A Histórico pasado, risueño porvenir, poema argentino.
- Doctor Andrés Lamas, apuntes biográficos.

1892
- Almanaque histórico argentino de los años 1891‐1892.
- El lector argentino: curso gradual de lecturas compuesto para el uso de las escuelas argentinas.
- Los Dominicos y Colón, Estudio Histórico. Homenaje de los Dominicos de Buenos Aires al descubridor de América.

1893
- Gramática de la lengua castellana.
- Efemérides argentinas. Notas históricas, 1810‐1892.

1894
- Con motivo del verbo desvestirse (pasatiempo lexicográfico). Con un apéndice acerca del lenguaje gauchesco.
- La huérfana, comedia infantil.

1895
- “El lenguaje gauchesco”, discurso leído en la fiesta celebrada por el Instituto Americano de la localidad de Adrogué, dedicado a Bartolomé Mitre, el 9 de julio de 1894, reproducido en anexo en el libro del autor de 1894, Con motivo del verbo desvestirse, pasatiempo lexicográfico. Con un apéndice acerca del lenguaje gauchesco.
- Apuntes e ideas sobre educación á propósito de la enseñanza secundaria.

1896
- Lecciones de Geografía física y política de la República Argentina.
- Minucias lexicográficas Tata, Tambo, Poncho, Chiripá, etc., etc.

1897
- Cánovas juzgado por los argentinos.
- Dos madres: a propósito lírico‐dramático en un acto (letra de Ricardo Monner Sans, escrito expresamente para la Asociación Patriótica Española, música del maestro Leopoldo Corretjer).

1898
- España y Norte‐América. La Guerra actual, Antecedentes y consideraciones.
- Gramática elemental para uso de las escuelas comunes.

1899
“La religión en el idioma (Adrogué, República Argentina, prólogo de una obra en prensa con el mismo título)”.
La dama en el siglo XVII: conferencia dada en el Centre Català de Buenos Aires el 5 de agosto de 1899. 
1900
- “Un poeta catalán. Jacinto Verdaguer, Presbítero”
- La Argentina y Cataluña, discurso leído en el Centre Català el 6 de octubre de 1900 en la fiesta celebrada en honor de los marinos de la Sarmiento.

1901
- Cataluña, Aragón, Valencia y Baleares, Revista defensora de los intereses morales y materiales de aquellas provincias españolas.
- Cristóbal Colón, Rectificaciones e hipótesis.

1902
- “Inteligencia argentina. Su pobreza”.
- “Notas lexicográficas”.

1903
- “Más notas lexicográficas”.
- Notas al castellano en la Argentina (con prólogo de Estanislao Severo Zeballos).

1904
- “Plan para la enseñanza del idioma castellano”
- Ruidos, gritos y voces especiales de algunos animales.

1905
- Traducción de la obra de Pelletan, Camilo (Camille), “La paz”.

1906
- “Hilemos (disquisiciones paremiológicas)”
- El neologismo, Conversación gramatical.

1907
- Monólogos, diálogos y comedias: teatro infantil.

1908
- “Importancia y necesidad de los estudios literarios”
- “Plan para la enseñanza del idioma castellano”

1909
- “De sastres, entretenimiento paremiológico”
- Amor, Monólogos y diálogos para jóvenes.

1910
- ¿(Francesco) Petrarca, plagiario?
- Conversaciones sobre literatura preceptiva.

1911
- “Discursos pronunciados en la Capital. Crónica intelectual del Primer Centenario”
- Gramática castellana.

1912
- “Con motivo de la muerte de Marcelino Menéndez y Pelayo”
- Mis dos banderas, poema hispano‐argentino (prólogo de Estanislao Severo Zeballos, “Ideal Patriótico”).

1913
- “Dos años memorables (1477‐1816)”
- “La Enseñanza del Castellano, a propósito de los nuevos programas”

1914
- “Desde mi rincón”
- “El Buenos Aires de ayer y el de hoy”
- “Impresiones en viaje por España”,

1915
- “Don Juan Ruiz de Alarcón, el dramaturgo, el moralista”,
- “El Retrato de Cervantes”

1916
- “Don José Selgas, el prosista, el poeta”
- Valor docente del Quijote, conferencia pronunciada en el Colegio Nacional de Buenos Aires el 24 de abril de 1916 en homenaje a Cervantes.

1917
- “El castellano en la Argentina”
- “El famoso soneto”

1918
- “El idioma y la guerra”
- El Doctor Thebussem (Don Mariano Pardo de Figueroa): notas biográficas y apuntes críticos.

1919
- “La patria”
- “Nostalgia”

1920
- “Otra vez”, Revista de Derecho, Historia y Letras, Imprenta, Litografía y Encuadernación de la Casa de Jacobo Peuser, Buenos Aires, Tomo LXV, pp. 478‐479
- “Un poeta poco conocido, Evaristo Silió”

1921
- ¿Aterrizar? ¿Aterrizaje?
- ¿Cuestión gramatical o paremiológica? Carta abierta a Don Arturo Costa Álvarez.

1922
- “Cazuela y miriñaques”
- Mi labor en El Plata, de marzo de 1889 a marzo de 1922.

1923
- “El Dr. Estanislao S. Zeballos. Su hispanismo”
- “Nuestra lengua”

1924
- Barbaridades que se nos escapan al hablar
- Soliloquio de Segismundo.

1925
- “Uno piensa el bayo y otro el que lo ensilla”
- La Docenita del fraile: cuentos infantiles.

1926
- “Ideas políticas y morales de Sor María de Agreda”
- “La gramática rediviva y el nuevo diccionario”

1927
- De lenguaje, en propia defensa.

1929
- “De cómo nació el auto sacramental `La vida es sueño´ de Pedro Calderón de la Barca”

1933
- Barbaridades que se nos escapan al hablar.

1946
- La Huérfana, comedia infantil.

1956
- Notas al castellano en la Argentina (prólogo y acotaciones de José María Monner Sans).

### Citas
1. 1 2 3 4 5 6 7 8 9 10 11 12 13  Modern, 2003, pp. 125-129.
2. ↑  Dalla Corte y de Riquer i Permanyer, 2013, p. 9.
3. ↑  Monner Sans, 1929, pp. 423-435.
4. ↑  Monner Sans, Ricardo (1879). Fé y amor: Colección de poesías. Con prólogo de José Selgas, y dedicatoria del autor a Alfonso XIII. Madrid: Librería de Fernando Fé. OCLC 78695401.
5. ↑  Redacción (28 de octubre de 1885). «Don Ricardo Monner Sans, cónsul general de Hawaii en España, ha contraído matrimonio con la señorita doña Anita Fortuny y Alemany». La Vanguardia (203) (Barcelona). p. 4. Consultado el 2 de febrero de 2019.
6. ↑  Dalla Corte y de Riquer i Permanyer, 2013, pp. 12-13.
7. ↑  Dalla Corte y de Riquer i Permanyer, 2013, p. 15.
8. 1 2  Actualidades. Revista Ilustrada (Buenos Aires) (9). Diciembre de 1918-Enero 1919.
9. 1 2  Monner Sans, Ricardo (1922). Mi labor en el Plata de marzo de 1889 a marzo de 1922. Buenos Aires: Imprenta Schenone Hermanos y Linari. OCLC 80405633.
10. ↑  Monner Sans, Ricardo (1919). La patria; conferencia leída en las Escuelas Normales de Maestras núm. 6 y 10, de esta capital, en mayo de 1919. Buenos Aires: Imprenta Schenone. OCLC 43511241.
11. ↑  Monner Sans, Ricardo (1919). «La patria». Revista de derecho, historia y letras (Buenos Aires: Jacobo Peuser). Tomo LXIV: 41-53. OCLC 1763890.
12. ↑  Monner Sans, Ricardo (1916). «Consejos a las maestras». Folleto (Buenos Aires).
13. ↑  Monner Sans, Ricardo (1902). «Inteligencia argentina. Su pobreza». Revista de derecho, historia y letras (Buenos Aires: Jacobo Peuser). Tomo XIII: 589-593.
14. ↑  Fernández, Sandra; Navarro, Fernando (2011). Scribere est agere: Estanislao Zeballos en la vorágine de la modernidad argentina. Rosario: La Quinta Pata & Camino Ediciones. ISBN 9789872454937. OCLC 757135930.
15. ↑  Dalla Corte y de Riquer i Permanyer, 2013, p. 19.
16. ↑  Monner Sans, Ricardo (1913). El amor de los extranjeros á la patria Argentina. Conferencia leída en el Salón de Actos Públicos de la Unión Ibero-Americana el 14 de agosto de 1907. Buenos Aires: Imprenta Nacional de J. Lajouane & Cía. OCLC 892189703.
17. ↑  Dalla Corte y de Riquer i Permanyer, 2013, pp. 378-391.